# Diaphylla granulata
Diaphylla granulata är en skalbaggsart som beskrevs av Philippi 1864. Diaphylla granulata ingår i släktet Diaphylla och familjen Melolonthidae. Inga underarter finns listade i Catalogue of Life.